# HD 69830 b
HD 69830 b는 고물자리 방향으로 지구로부터 약 41광년 떨어진 곳에 있는 오렌지색 왜성 HD 69830을 돌고 있는 외계 행성이다. 이 행성의 질량은 해왕성 또는 슈퍼지구 수준이다. b는 행성계 내에서도 지구질량 10배 정도로 가장 가벼운 구성원이다. 항성으로부터 매우 가까운 거리를 돌고 있어 이 행성의 1년은 지구 시간으로 8.667일에 불과하다.
이 행성의 질량을 고려할 때 가스 행성이라기보다는 암석 행성으로 보인다.
만약 HD 69830 b가 암석 행성이라면 조석열을 가정한 모형에 따라 b 표면에 가해지는 열 플럭스는 약 55 W/m2가 된다. 이는 목성의 위성 이오가 받는 플럭스의 20배와 같은 값이다.

## 같이 보기
- HD 69830 c
- HD 69830 d